# Château de Paretz
Le château de Paretz (Schloß Paretz) est un château situé à Paretz qui fait aujourd'hui partie de la ville de Ketzin dans l'arrondissement du Pays de la Havel (Brandebourg) en Allemagne, à une quarantaine de kilomètres à l'ouest de Berlin.

## Histoire

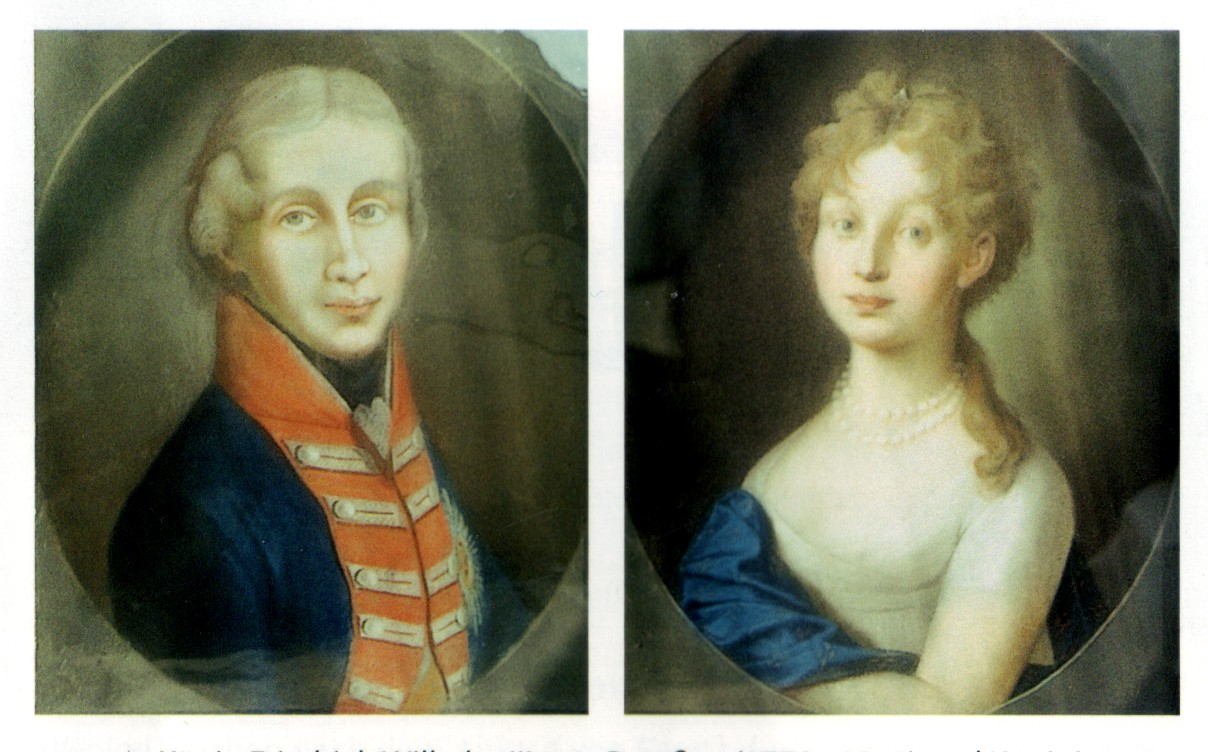
Frédéric-Guillaume III et son épouse la reine Louise

Le château de Paretz est construit par le Kronprinz, futur Frédéric-Guillaume III de Prusse, alors qu'il était marié depuis trois ans avec la princesse Louise et qu'il avait acquis le village et ses domaines. Le ménage princier cherchait un endroit calme près de la nature, surtout pour la princesse, tôt orpheline de mère, qui avait été élevée à Darmstadt dans les idéaux rousseauistes. Loin du cérémonial de la Cour, l'endroit était apprécié du prince qui le connaissait depuis l'enfance. Il commande donc en 1797 la construction du château à David Gilly, architecte d'origine huguenote, et devient roi quelques mois plus tard. Le château servant de résidence d'été au roi est connu par les contemporains comme le Schloß Still-im-Land. Il se trouve à l'emplacement de l'ancien manoir du début du XVIIIe siècle, dont une partie des fondements subsiste. Il en fait un château du plus pur style classique. La façade, de couleur blanche, légèrement teintée de jaune et d'ocre, mesure soixante mètres de long, avec un avant-corps surmonté d'une fenêtre en arc de cercle. Des peupliers ponctuent la vue de l'ensemble.
L'intérieur du château est arrangé pendant l'année 1797-1798, et représente un modèle élégant du début du néo-classicisme berlinois qui donnera naissance plus tard dans la bourgeoisie au style Biedermeier. Les panneaux de papiers peints des appartements royaux sont particulièrement spectaculaires. On importe de Chine des représentations de plantes et d'animaux, mais la plupart des papiers peints sont conçus dans les manufactures berlinoises, comme les fameuses bordures de pampres ou de lilas. Lorsque le roi meurt en 1840, ses héritiers décident de laisser le décor inchangé en souvenir de leur père et ce désir sera respecté par tous les Hohenzollern, jusqu'en 1945.
On estime parfois que le château représente aussi une variante prussienne de l'architecture néoclassique à la française qui était prisée par David Gilly et surtout par son fils, architecte aussi, Friedrich. Le château est entouré d'un parc à l'anglaise, aménagé entre 1797 et 1804.

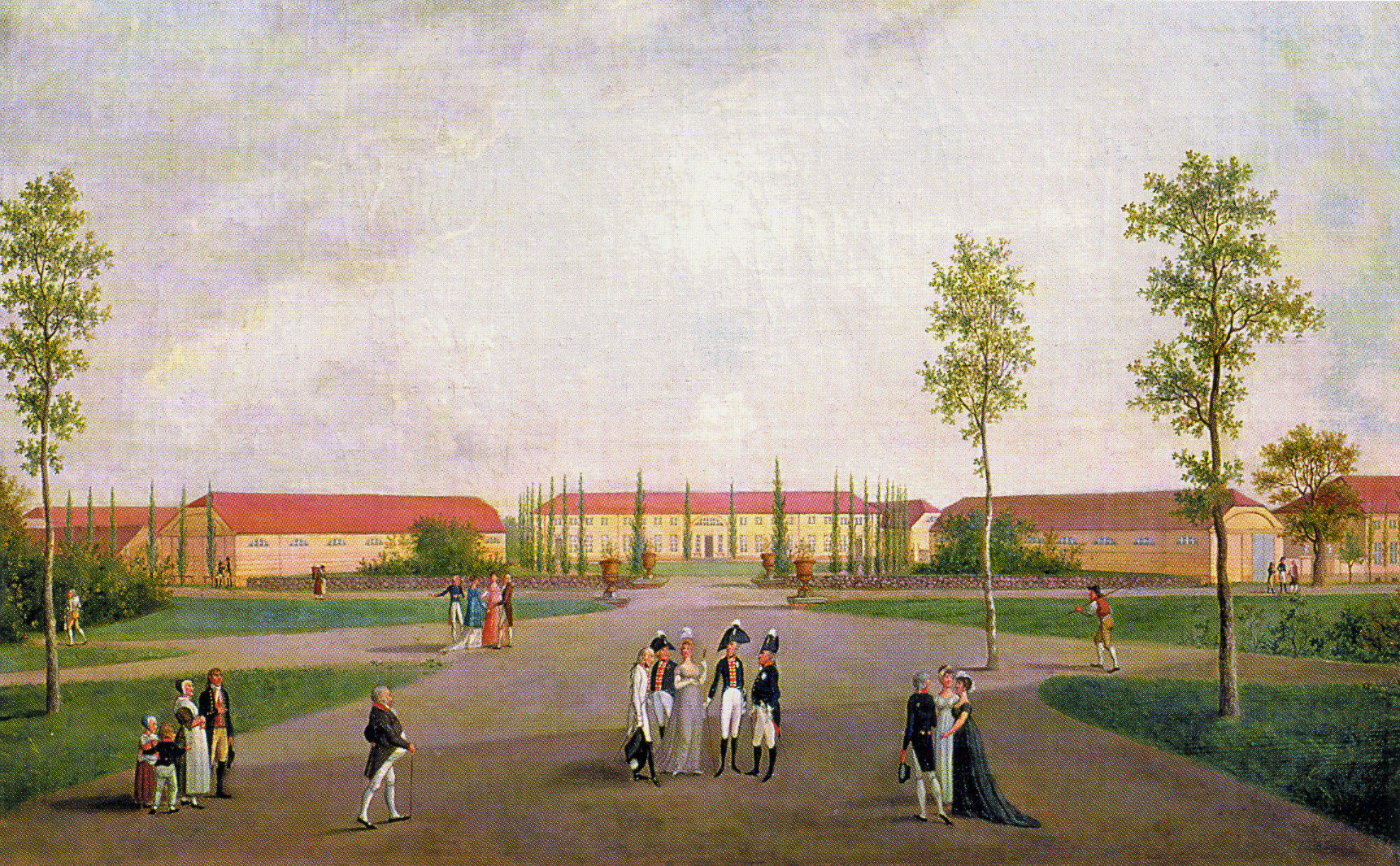
Vue du château vers 1800, avec des personnages dont Frédéric-Guillaume III et la reine Louise de Prusse.

Theodor Fontane s'y rend à trois reprises en 1867, 1869 et 1870. Il en fait la description dans ses Promenades de la Marche de Brandebourg. Le château retrouve un certain intérêt du public et surtout aussi après les festivités du centenaire de la mort de la reine Louise en 1910. Le château demeure inchangé jusqu'à la fin de la Seconde Guerre mondiale. Il fait partie en mai 1945 de la zone d'occupation soviétique, puis du territoire de la république démocratique allemande. L'Armée rouge l'occupe en 1945-1946, puis l'on en fait une maison pour réfugiés des anciens territoires allemands. En 1948, on y installe une école supérieure d'agriculture, la Edwin Hoernle (de) Bauernhochschule, puis le siège de l'Union des entreprises populaires nationalisées d'élevage. Les deux peupliers encadrant l'entrée sont abattus, la plupart des papiers peints perdus, la façade recouverte de plâtre gris.
Cependant les documents historiques, tableaux et photographies d'avant 1945 permettent après la réunification de rénover le château. La Fachhochschule de Potsdam y est installée et ses étudiants participent à la restauration. Il est vendu par l'État de Brandebourg en 1996-1997 et restauré totalement entre 1999 et 2001, ainsi que l'intérieur et les papiers peints reconstitués d'après des fragments conservés et des documents.

## Galerie

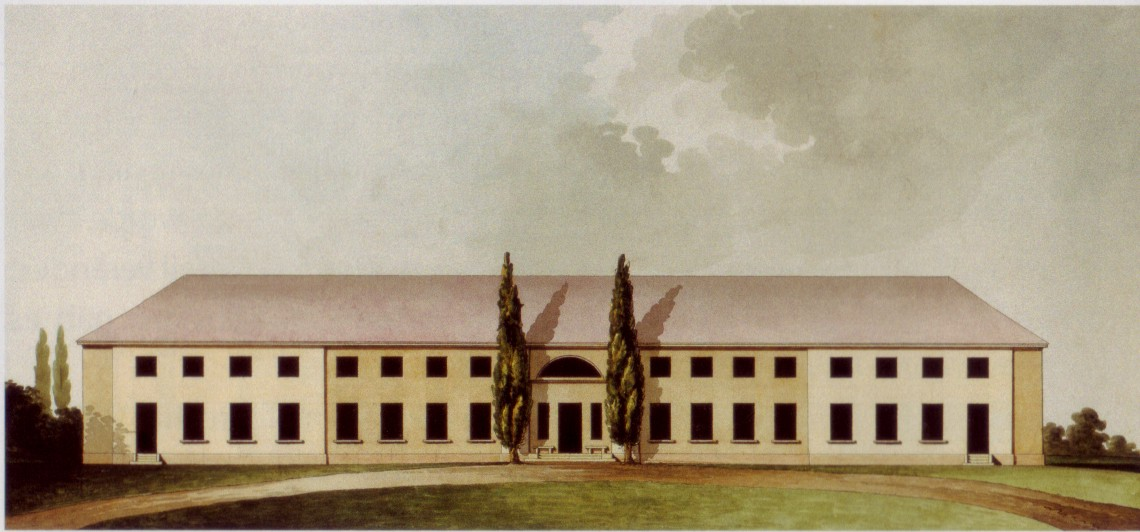
Projet de façade de Gilly en 1797
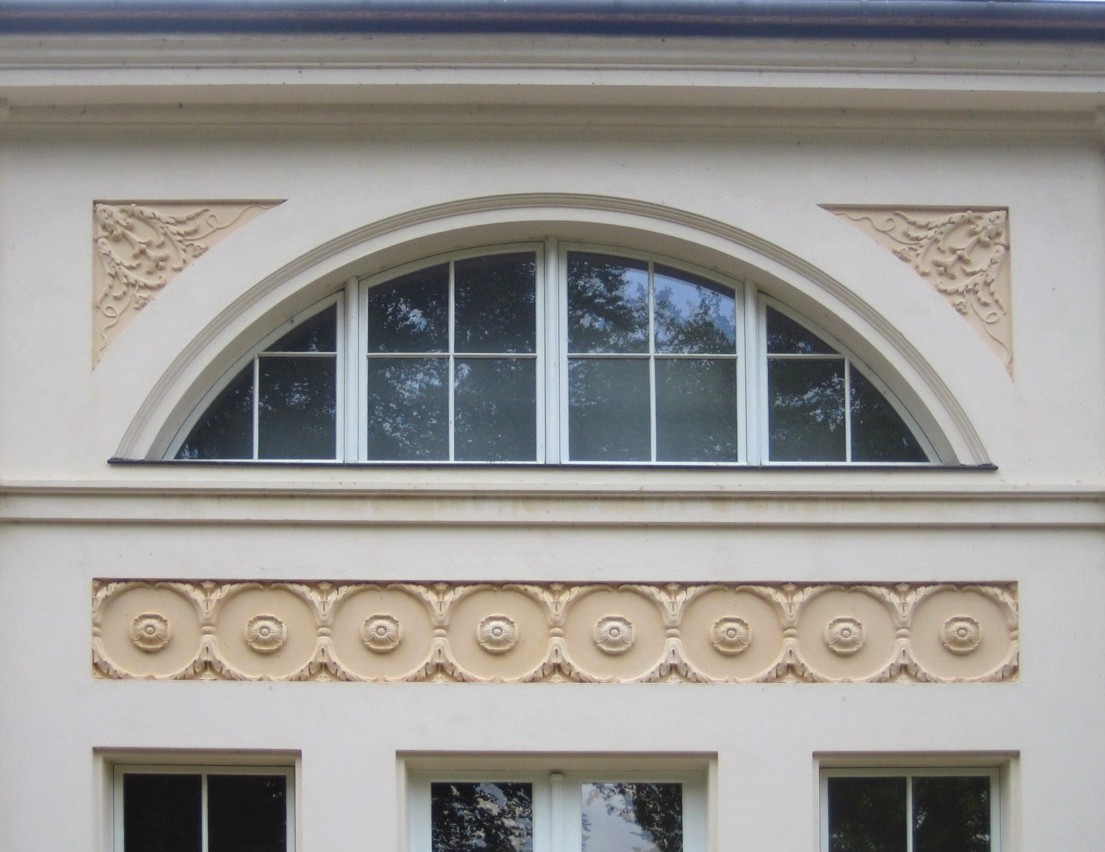
Détail de la façade côté parc
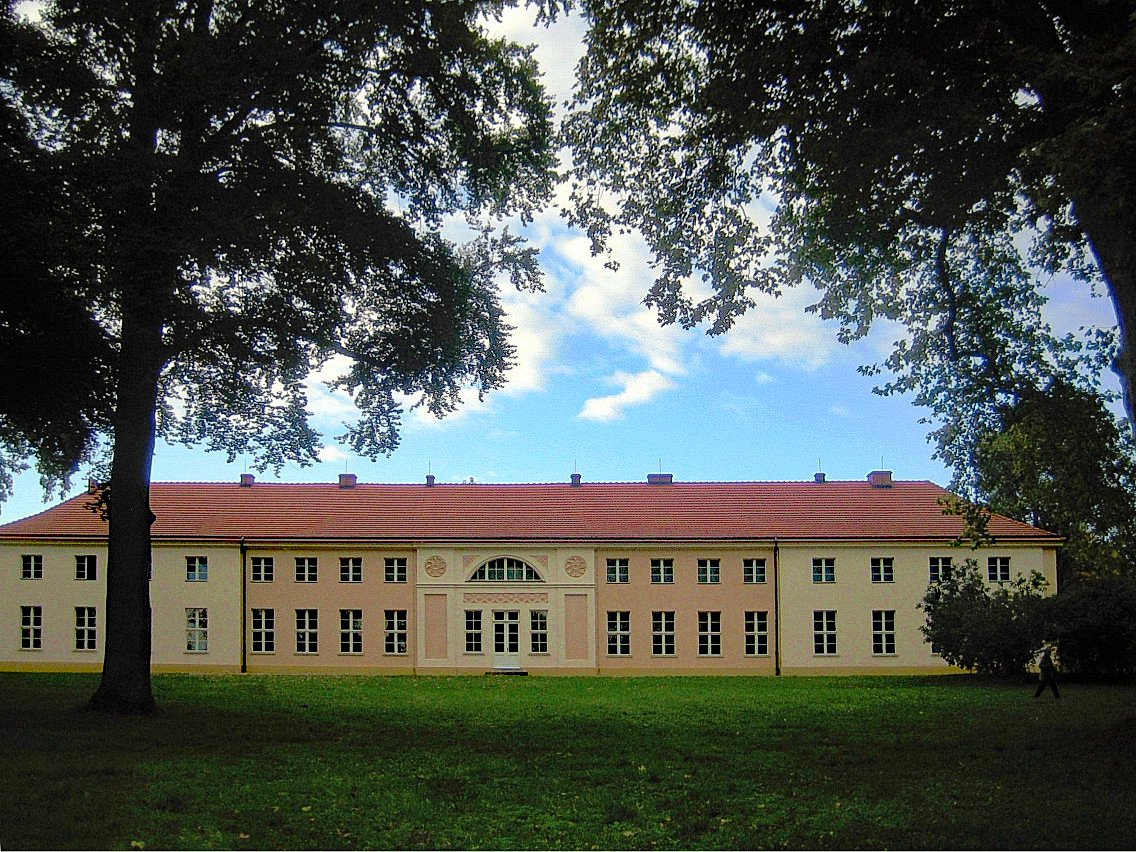
Vue du château du côté du parc
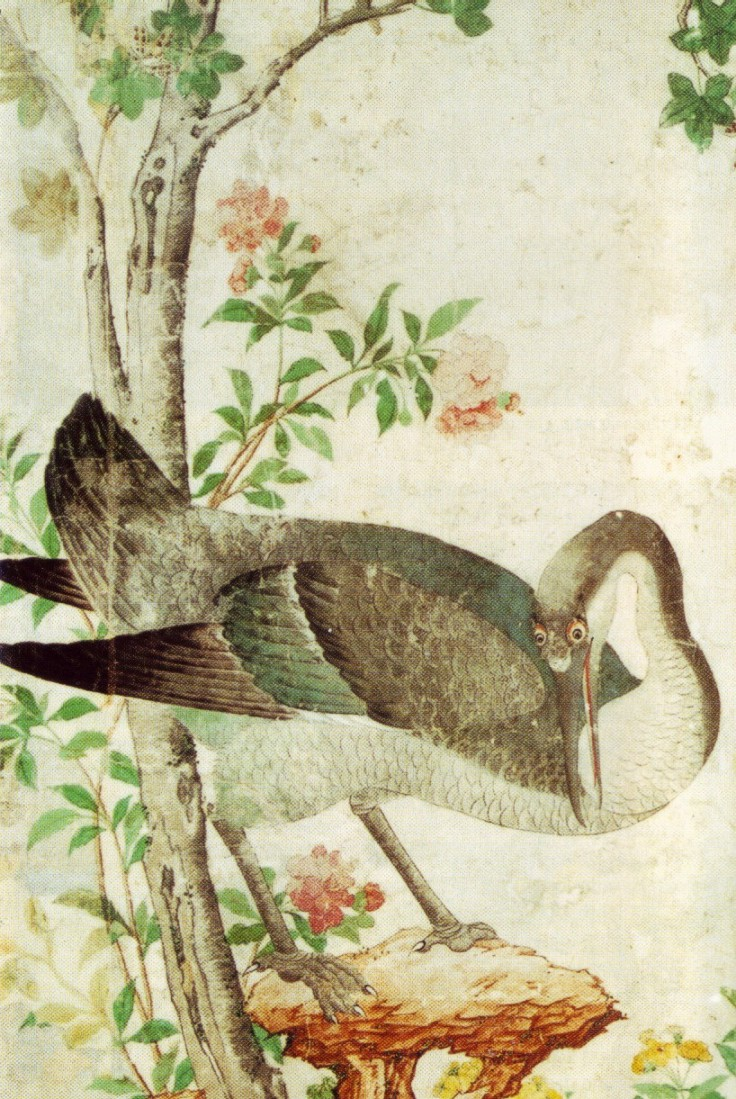
Détail d'une tenture